# Джонсон, Адам (хоккеист)
Адам Роберт Джонсон (англ. Adam Johnson; 22 июня 1994, Хиббинг, Миннесота — 28 октября 2023, Шеффилд, Йоркшир и Хамбер) — американский хоккеист, центральный нападающий. Провёл 13 матчей в НХЛ за «Питтсбург Пингвинз» в сезонах 2018/19 и 2019/20. Скончался после ранения шеи, полученного во время хоккейного матча.

## Ранние годы
Джонсон родился 22 июня 1994 года в Гранд-Рапидс, штат Миннесота, в семье Сьюзен и Дэйви Джонсон. После окончания средней школы выступал в Хоккейной лиге США (USHL) за команды «Индиана Айс» и «Су-Сити Маскетирс», а в 2015 году попал в первую сборную всех звёзд лиги. Не будучи выбранным на драфте, он провел два сезона в Университета Миннесоты в Дулуте «Миннесота Дулут Бульдогз» в Национальной студенческой хоккейной конференции (NCHC).
После своего второго сезона за «Бульдогз» в сезоне 2016/17, где он забросил 18 шайб и сделал 19 передач в 42 играх и занял второе место в клубе как по голам, так и по очкам, Джонсон «пробил» своей команде место в «Замороженную четверку» (Название полуфинала NCAA по аналогии с названием «Финал четырех») NCAA 2017 года, когда он забил гол в овертайме в большинстве, чтобы принесло победу над Бостонским университетом со счетом 3:2. Джонсон и «Бульдогз» в конечном итоге проиграли Денверскому университету со счетом 3-2 в финальной серии NCAA.
Джонсон посетил лагерь развития «Питтсбург Пингвинз», после чего завершил свою студенческую карьеру, согласившись на двухлетний контракт новичка с «Пингвинз» 6 июля 2017 года.

## Карьера
Джонсон был вторым лучшим бомбардиром фарм-клуба «Пингвинз» в АХЛ «Уилкс-Барре/Скрэнтон Пингвинз», в сезоне 2017/18 и дебютировал в Национальной хоккейной лиге в составе «Питтсбург Пингвинз» 21 марта 2019 года в матче против «Нэшвилл Предаторз» (матч завершился со счётом 2:1 в пользу «Пингвинз»). Всего он провел 13 игр в НХЛ и забил один гол в матче против «Миннесота Уайлд» (7:4) в своем родном штате 12 октября 2019 года.
Из-за пандемии COVID-19, отложившей сезон в Северной Америке, Джонсон решил уехать заграницу и подписал контракт на сезон 2020/21 с «Мальмё Редхокс» из Шведской хоккейной лиги 15 декабря 2020 года. В роли нападающего топ шесть (игрок первых двух первой или второй тройки атаки) Джонсон набрал 12 (7+5) очков в 21 игре регулярного сезона, прежде чем решил разорвать контракт и вернуться в Северную Америку 27 марта 2020 года.
6 апреля 2021 года Адам подписал контракт в качестве свободного агента на оставшуюся часть сезона 2020/21 с командой «Онтарио Рейн» из АХЛ, фарм-клубом «Лос-Анджелес Кингз». Джонсон набрал 11 очков в 14 играх.
Оставаясь в составе «Рейн» в следующем сезоне 2021/22, Адам забил один гол и шесть очков в 28 играх регулярного сезона, прежде чем 17 февраля 2022 года его обменяли в «Лихай Вэлли Фантомс».
В качестве свободного агента в следующем межсезонье Джонсон решил возобновить свою европейскую карьеру, 12 сентября 2022 года подписав однолетний контракт с немецким клубом «Аугсбургер Пантер» из Немецкой хоккейной лиги. В сезоне 2022/23 Адам забил семь голов и набрал 22 очка в 45 играх регулярного сезона, но это не помогло «Пантерз» попасть в плей-офф. Джонсон покинул клуб по истечении контракта 17 марта 2023 года.
В августе 2023 года Джонсон согласился присоединиться к «Ноттингем Пантерз» из Британской элитной хоккейной лиги (EIHL) на сезон 2023/24.

## Смерть
28 октября 2023 года Джонсон получил смертельную травму в игре против «Шеффилд Стилерс» на «Шеффилд Арена», когда его шея была порезана коньком игрока «Стилерс» Мэтта Петгрейва во время столкновения на льду. После удара истекающий кровью Джонсон попытался докатиться до скамейки команды, прежде чем рухнуть на лед; игроки с обеих сторон сцепились руками, образуя защитное кольцо вокруг Джонсона, в то время как медицинские работники оказывали ему помощь, прежде чем были установлены экраны и эвакуирована арена. В конце концов Джонсона перевели в Северную больницу общего профиля Шеффилда, где позже констатировали его смерть. Новости о смерти Джонсона публично не разглашались до следующего утра, пока родственники Джонсона не были предупреждены. Полиция Южного Йоркшира в настоящее время расследует смерть Джонсона.
Из-за смерти Джонсона EIHL приостановила все игры, запланированные на 29 октября, а многочисленные лиги и команды по всему миру вместе с различными политиками из Ноттингема выступили с заявлениями, оплакивающими смерть Джонсона, и провели различные церемонии перед игрой в память о нём. Фанатами была начата кампания по сбору средств для поддержки семьи Джонсона, в результате чего первоначальная цель в 5000 фунтов стерлингов была выполнена за несколько часов, а затем была увеличена до 10 000 фунтов стерлингов, а в тот же день была также была выполнена.. После смерти Джонсона сотни фанатов собрались возле «Ноттингем Арены», домашнего катка «Пантерс», вместе с игроками и персоналом «Пантерс», чтобы возложить цветы и другие вещи к импровизированному мемориалу игроку.
После смерти Джонсона Английская хоккейная ассоциация (EIHA), которая управляет этим видом спорта в Англии и Уэльсе на всех уровнях ниже Элитной лиги, ввела обязательную защиту шеи игроков, начиная с 2024 года.

## Достижения
| Год  | Команда           | Достижение                                 |
| ---- | ----------------- | ------------------------------------------ |
| 2015 | Су-Сити Маскетирс | Попадание в первую сборную всех звёзд USHL |